# Nikołaj Krapiwianski

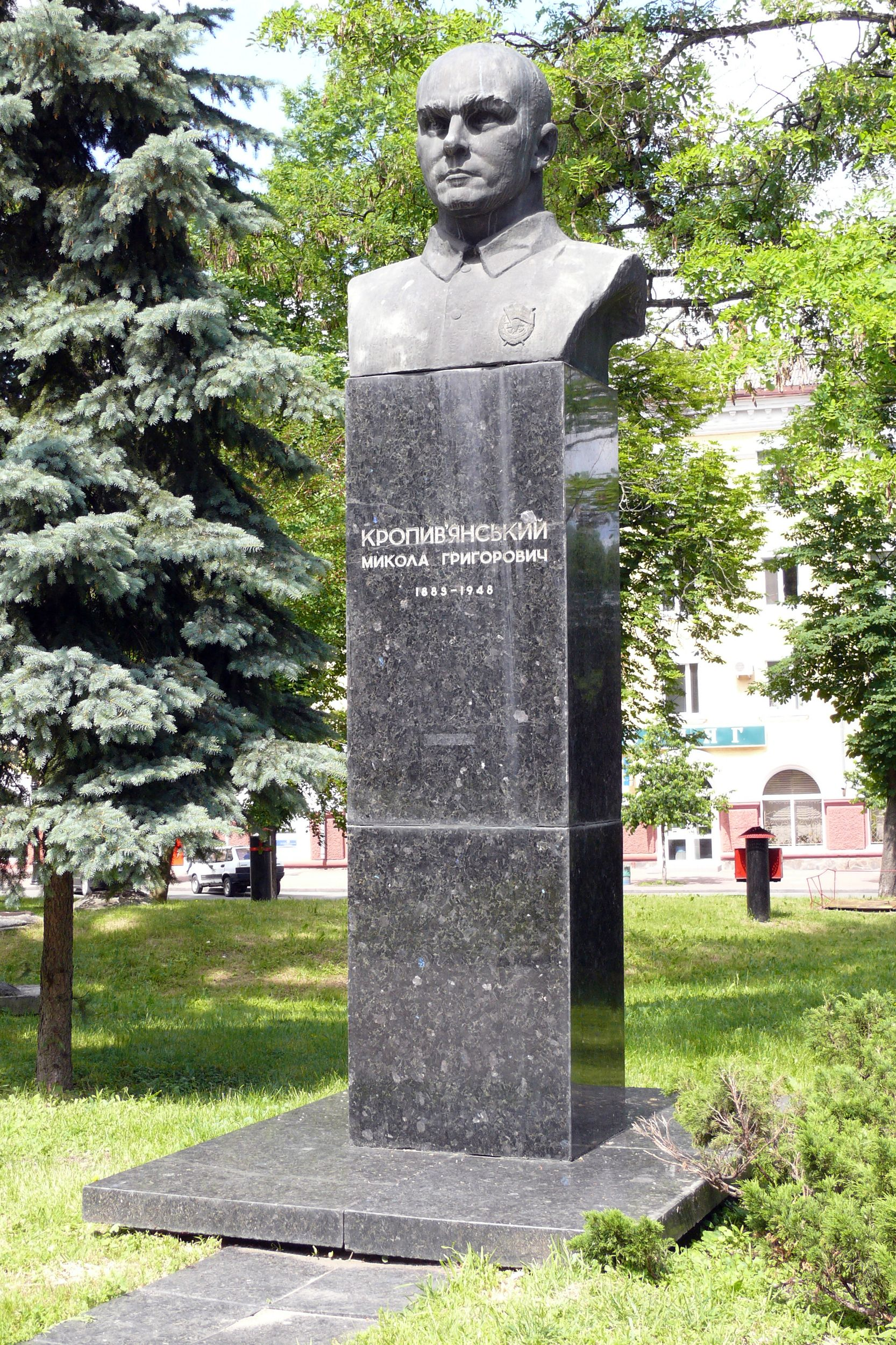

Nikołaj Grigorjewicz Krapiwianski (ukr. Mykoła Hryhorowycz Kropywjanski; ur. 16/28 grudnia 1889 r. w Wołod'kowej Diewicy, zm. 21 października 1948 w Niżynie) – rosyjski i radziecki wojskowy, uczestnik I wojny światowej oraz wojny domowej w Rosji po stronie czerwonych.

## Życiorys
Pochodził z zamożnej rodziny chłopskiej. W 1913 r. ukończył Czugujewską Szkołę Wojskową. Podczas I wojny światowej walczył w armii rosyjskiej w stopniu podpułkownika i został odznaczony Orderem Św. Jerzego i Bronią Złotą. W lutym 1917 r. wstąpił do partii bolszewickiej. Prowadził agitację polityczną wśród żołnierzy Frontu Południowo-Zachodniego. W grudniu 1917 r. został demokratycznie wybrany dowódcą 12 Korpusu Armijnego. 
W marcu 1918 r. objął stanowisko szefa sztabu 2 Armii rewolucyjnej, która toczyła na Ukrainie walki przeciwko Armii Czynnej Ukraińskiej Republiki Ludowej i przeciwko wkraczającym na Ukrainę wojskom niemieckim i austro-węgierskim. Latem 1918 r. 2 Armia wycofała się za granicę ukraińsko-rosyjską, jednak Krapiwianski wrócił na ziemię czernihowską i połtawską, by działać w bolszewickim podziemiu i organizować oddziały czerwonej partyzantki. We wrześniu 1918 r. został dowódcą 1 Ukraińskiej Dywizji Powstańczej, tworzonej, począwszy od tego miesiąca, w strefie neutralnej między Ukrainą a Rosją Radziecką, z bolszewickich oddziałów partyzanckich Ukrainy, uzupełnionych o kawalerię Czerwonych Kozaków pod dowództwem Witalija Primakowa. Krapiwianski pozostał dowódcą 1 Ukraińskiej Dywizji Powstańczej do listopada 1918 r., następnie powierzono mu dowodzenie grupą wojsk kierunku kurskiego Ukraińskiej Armii Radzieckiej. Od lutego do maja 1919 r. był komendantem i równocześnie komisarzem wojskowym zajętego w pierwszej fazie interwencji radzieckiej na Ukrainie Niżyna. 
We wrześniu 1919 r. został dowódcą 60 Dywizji Strzelców i na jej czele walczył z Siłami Zbrojnymi Południa Rosji gen. Antona Denikina. Został odznaczony Orderem Czerwonego Sztandaru. W lutym 1920 r. został dowódcą oddziałów tyłowych 12 Armii, dowodząc równocześnie między kwietniem a majem tego samego roku 47 Dywizją Strzelców walczącą w wojnie polsko-bolszewickiej. W 1921 r. mianowano go dowódcą wojsk CzK Ukrainy i Krymu, z pełnomocnictwa Rady Komisarzy Ludowych Ukraińskiej SRR zajmował się "walką z bandytyzmem". W latach 1923–1924 pracował w sztabie Armii Czerwonej, następnie w organach GPU i NKWD.
W maju 1938 r. został aresztowany, zaś 20 lipca 1940 r. skazany na karę 5 lat łagru. Zwolniony w 1943 r. Po II wojnie światowej wrócił na rodzinną Czernihowszczyznę i pracował jako leśniczy, koniuszy i stróż. Zmarł w Niżynie.
Popiersie Nikołaja Krapiwianskiego znajdowało się w Czernihowie w utworzonej w latach 1970-1988 Alei Bohaterów. W 2015 r. zostało zrzucone z postumentu przez nieznanych sprawców, domagających się natychmiastowej dekomunizacji ukraińskiej przestrzeni publicznej, a następnie przeniesione do muzeum. Pomnik Krapiwianskiego znajdował się również w jego rodzinnej wsi.